# Anderson Chee Wei Lim
Anderson Chee Wei Lim (ur. 27 września 1995 w Bandar Seri Begawan) – pływak z Brunei.
Brał udział w igrzyskach olimpijskich w 2012, na których wystartował w zawodach na 200 m stylem dowolnym. Odpadł w pierwszej rundzie, zajmując ostatnie, trzecie miejsce w pierwszym wyścigu eliminacyjnym z czasem 2:02,26. W klasyfikacji generalnej został sklasyfikowany na 40. pozycji. Jest najmłodszym olimpijczykiem z Brunei. Jest uczniem Bolles School Jacksonville, którą reprezentuje. W lipcu 2013 pobił rekord kraju na 200 m stylem dowolnym na krótkim basenie (25 m) z czasem 1:58,84 stając się w ten sposób pierwszym Brunejczykiem, który osiągnął na tym dystansie czas poniżej 2 minut. Do Lima należą trzy rekordy kraju w stylu dowolnym na długim basenie – 200, 400 i 1500 m z czasami odpowiednio 2:02,26, 4:23,50 i 17:46,65 oraz jeden w stylu motylkowym – na 200 m z czasem 2:19,24 i trzy rekordy na krótkim basenie – na 200 i 400 m stylem dowolnym oraz 200 m stylem motylkowym z czasami odpowiednio 1:58,84, 4:19,82 i 2:16,05.